# The Laws of Our Fathers (novela)
Las leyes de nuestros padres, también conocida en Argentina como La ley de nuestros padres, cuyo título en inglés es The Laws of Our Fathers publicado en 1996, es una novela de Scott Turow cuya acción transcurre, como en otras del mismo autor, en el ficticio condado de Kindle en Illinois. Algunos de sus personajes ya estuvieron en novelas anteriores de Turow y también aparecerán en obras posteriores.

## Resumen
Al comienzo de la novela, una mujer blanca entrada en años que nunca había sido vista por allí muere en medio de un tiroteo que se produce en un barrio de mala reputación cercano a Washington y su hijo Nile Eddgar, un funcionario judicial, es acusado de instigar el crimen. El juicio ante el Tribunal Superior será presidido por la lueza Sonia Klonsky, quien era fiscal en el Tribunal del Condado de Kindle al tiempo de los sucesos referidos en la novela de Turow Burden of Proof, y que asume aquí el papel de narradora. Klonsky se reencontrará con Loyell Eddgar, el padre de Nile, quien fue un universitario de ideas revolucionarios y antiguo novio suyo. La novela entrelaza la narración del juicio con otra referida a sucesos ocurridos en la década de 1960.
- Datos: Q5689750